# Ancistrus erinaceus
Espèce
Ancistrus erinaceus est une espèce de poissons-chats de la famille des Loricariidae.

## Répartition
Ancistrus erinaceus se rencontre en Amérique du Sud (sans précision de son aire de répartition).

## Description
Ancistrus erinaceus peut mesurer jusqu'à 75 mm, queue non comprise.

## Systématique
Le nom valide complet (avec auteur) de ce taxon est Ancistrus erinaceus (Valenciennes, 1840).
L'espèce a été initialement classée dans le genre Hypostomus sous le protonyme Hypostomus erinaceus Valenciennes, 1840.
Ancistrus erinaceus a pour synonyme :
- Hypostomus erinaceus Valenciennes, 1840

## Étymologie
Son épithète spécifique, du latin erinaceus, « qui ressemble à un hérisson », lui a probablement été donnée en référence à ses odontodes crochus.